# Embajada de España en Nigeria
La Embajada de España en Nigeria es la máxima representación legal del Reino de España en la República Federal de Nigeria. También está acreditada en Benín desde 1979, previamente había estado acreditada también en este país desde 1966 a 1968.

## Embajador
El actual embajador es Marcelino Cabanas Ansorena, quien fue nombrado por el gobierno de Mariano Rajoy el 25 de agosto de 2017.

## Sedes consulares
El Reino de España tiene una embajada en la capital federal de Nigeria, Abuya. Con anterioridad la embajada española de Nigeria se ubicaba en la antigua capital del país, Lagos, creada en 1961 y sustituida en 1999, con el traslado a Abuya de la embajada, por un consulado general. Además España cuenta con un consulado honorario en Benín, dependiente de la embajada española en Nigeria.

## Historia
Las relaciones entre ambos países se remontan a 1960 cuando España envió un representante para las Fiestas de Independencia de Nigeria de su antigua potencia colonial, Reino Unido. Al año siguiente, el gobierno español nombró al encargado de negocios de la recién creada embajada española en Nigeria. Finalmente en 1962 se nombró al primer embajador residente en el país africano.

## Demarcación
En la actualidad la demarcación de la embajada española en Nigeria está acreditada también en:
- República de Benín: la relaciones diplomáticas entre España y Benín, entonces llamada de Dahomey, el 25 de marzo de 1966. Entonces las relaciones diplomáticas con el país africano dependían de la Embajada española en Lagos (Nigeria), hasta que en 1968 fueron adscritas a la Embajada española en Abiyán. Finalmente, en 1979 regresaron a la Embajada española en Nigeria.

En el pasado la Embajada española en Nigeria incluyó en su demarcación varios países de su entorno:
- República Togolesa: la relaciones diplomáticas entre España y Togo se remontan a los años 60, cuando la Embajada española en Nigeria quedó acreditada en Togo hasta 1969 cuando pasaron a depender de la Embajada de España en Costa de Marfil. Finalmente desde 1979 la Embajada española en Ghana es la acreditada en el país africano.

- República de Sierra Leona: según el decreto 2704/1964 por el que se aprobó la creación de la embajada no residente en Freetown y dependiente de la Embajada española en Monrovia hasta 1971. Los asuntos diplomáticos de Sierra Leona fueron cambiando varias veces de demarcación, así, entre 1971 y 1978 fue dependiente de la Embajada española en  Acra (Ghana); de 1980 a 1991 de vuelta a Liberia de 1992 a 1993 de Lagos, antigua Embajada española en Nigeria. Desde 1994 a 2008 de la Embajada española en Dakar y, desde 2012 a 2018 en la demarcación de Abiyán, ciudad diplomática de Costa de Marfil. Actualmente, está integrada dentro de la Embajada de España en Guinea.